# Recreio
Recreio is een gemeente in de Braziliaanse deelstaat Minas Gerais. De gemeente telt 10.538 inwoners (schatting 2009).

## Aangrenzende gemeenten
De gemeente grenst aan Laranjal, Leopoldina, Palma, Pirapetinga en Santo Antônio de Pádua (RJ).